# Dương Hoàng Anh
Dương Hoàng Anh (sinh 3 tháng 9 năm 1980) là một nam người mẫu và diễn viên người Việt Nam. Anh được biết đến qua các phim Thủ tướng, Chuyện tình đảo ngọc, Gia tài bác sĩ và Những thiên thần áo trắng.

## Sự nghiệp
Dương Hoàng Anh sinh ra và lớn lên tại Thành phố Hà Nội. Anh tốt nghiệp Đại học Kiến trúc Hà Nội và theo đuổi sự nghiệp người mẫu từ năm 2001. Năm 2004, anh tham gia cuộc thi Siêu mẫu Việt Nam 2004 và dừng chân tại Top 20 (Top 10 nam), nhận giải thưởng Siêu mẫu phong cách. Anh bén duyên với diễn xuất từ năm 2007 khi được Lê Hoàng chọn vào vai chính trong bộ phim điện ảnh Thủ tướng (Giấc mơ) và trở nên nổi tiếng với vai diễn Lê Phong trong phim Chuyện tình đảo ngọc năm 2009.

## Danh sách phim

### Điện ảnh
| Năm  | Tên phim                | Vai diễn                      | Đạo diễn   | Nguồn  |
| ---- | ----------------------- | ----------------------------- | ---------- | ------ |
| 2008 | Thủ tướng (Giấc mơ)     | Thắng                         | Lê Hoàng   | [ 8 ]  |
| 2012 | Scandal: Bí mật thảm đỏ | Hoàng Kiệt                    | Victor Vũ  | [ 9 ]  |
| 2016 | Sút                     | Huấn luyện viên đội Sóng Thần | Việt Max   |        |
| 2021 | Sám hối                 | Khách mời                     | Peter Hiền | [ 10 ] |

### Truyền hình
| Năm  | Tên phim                  | Vai diễn        | Đạo diễn                     | Kênh          | Nguồn |
| ---- | ------------------------- | --------------- | ---------------------------- | ------------- | ----- |
| 2004 | Giấc mơ ngoại             | Phúc Ninh       | Lê Xuân Dung                 | VTV1          |       |
| 2008 | Gia tài bác sĩ            | Thảo            | Nguyễn Minh Cao              | HTV9          |       |
| 2009 | Chuyện tình đảo ngọc      | Lê Phong        | Lê Bảo Trung                 | HTV9          |       |
| 2010 | Phía cuối cầu vồng        | Nam Phong       | Mai Hồng Phong               | VTV3          |       |
| 2010 | Những thiên thần áo trắng | Bố Của July Miu | Lê Hoàng                     | VTV3          |       |
| 2010 | Sắc đẹp và danh vọng      | Tùng Thông      | Lý Khắc Lynh                 | HTV7          |       |
| 2011 | Bạn đời                   | Đức Huy         | Võ Việt Hùng                 | HTV9          |       |
| 2011 | Vợ tôi là số 1            | Tuấn Vỹ         | Nguyễn Dương                 | HTV2          |       |
| 2012 | Bến vắng                  | Bá Liêm         |                              | HTV7          |       |
| 2012 | Sỏi đá cũng biết yêu      | Thanh Tịnh      | Trần Hà Sơn                  | SCTV14        |       |
| 2012 | Lời nguyền sapphire       | Bảo Anh         | Chu Thiện                    | TodayTV       |       |
| 2012 | Châu sa                   | Quang Huy       | Nguyễn Thành Vinh            | TodayTV       |       |
| 2013 | Chữ T danh vọng           | Nguyên Khang    |                              | SCTV14        |       |
| 2013 | Hành trình hôn nhân       | Chính           | Trần Huy Cường               | THVL1         |       |
| 2013 | Nữ xế                     | Thắng           | Đặng Minh Quốc               | VTV1          |       |
| 2013 | Yêu trong thù hận         | Hoàng Minh      | Quách Khoa Nam               | HTV7          |       |
| 2014 | Đồng tiền đen             | Kim Thành       | Bùi Cường                    | SCTV14        |       |
| 2014 | Phiêu bạt giữa cuộc đời   | Tiến            | Quách Khoa Nam               | THVL1         |       |
| 2014 | Săn vàng                  | Quốc Luật       | Bùi Cường                    | SCTV14        |       |
| 2014 | Đối thủ                   | Hải             | Nguyễn Tiến Dũng             | SCTV14        |       |
| 2014 | Vết sẹo                   | Phi             | Trần Cảnh Đôn                | HTV7          |       |
| 2015 | Bụi trần phiêu phiêu      |                 | Nguyễn Đức Việt              | VTV Cần Thơ 1 |       |
| 2015 | Ba ơi mẹ có về không      | Bảo Cường       | Trần Quang Đại               | SCTV14        |       |
| 2015 | Tổ ấm gió lùa             | Hoàng           | Bùi Cường                    | SCTV14        |       |
| 2016 | Truy tìm hung thủ         | Khánh Hoàng     | Đặng Minh Quốc               | SCTV14        |       |
| 2016 | Lấy chồng sớm làm gì      | Bá Nguyên       | Trần Cảnh Đôn                | HTV7          |       |
| 2016 | Sắc màu phù sa            | Thiên Tứ        | Phù Việt Cường               | VTC10         |       |
| 2016 | Đồng tiền quỷ ám          | Nam             | Trần Chí Thành               | VTV1          |       |
| 2016 | Ngày mai ánh sáng         | Hải Anh         | Lê Minh                      | VTV3          |       |
| 2017 | Mật danh Rocker           | Hoàng Phương    | Trần Huy Cường               | HTV9          |       |
| 2017 | Chữ T danh vọng           | Khang           | Đặng Minh Quốc               | SCTV14        |       |
| 2017 | Vực thẳm vô hình          | Lanh            | Lê Minh                      | VTV3          |       |
| 2018 | Hậu duệ mặt trời          | Hoàng Sĩ        | Trần Bửu Lộc                 | VTC3          |       |
| 2018 | Trả em kiếp này           | Cương           | Trần Chí Thành               | HTV9          |       |
| 2018 | Mộng phù hoa              | Tư Phúc         | Bùi Nam Hiên - Trần Quế Ngọc | VTV3          |       |
| 2018 | Kẻ ngược dòng             |                 | Nguyễn Duy Võ Ngọc           | VTV1/VTV9     |       |
| 2019 | Bến bờ yêu thương         | Vinh            | Trần Chí Thành               | VTC1          |       |
| 2019 | Ngũ hợi tấn hỷ            | Hoàng Hải       | Dũng Nghệ                    | HTV7          |       |
| 2019 | Muôn kiểu làm dâu         | Bảo Dương       | Cẩm Hà / Phạm Tuân           | HTV7          |       |
| 2020 | Hoa trong bão             | Hoàng           | Trần Cảnh Đôn                | SCTV14        |       |
| 2020 | Gạo nếp gạo tẻ 2          | Phan Duy        | Nguyễn Hoàng Anh             | HTV2          |       |
| 2022 | Công thức hạnh phúc       | Ông Lâm         | Dương Ngọc Của               | HTV7          |       |
| 2022 | Hoa sơn trà               | Ông Bính        | Trần Hà Sơn - Trần Đôn Nghĩa | SCTV14        |       |
| 2024 | Bí mật người thừa kế      |                 |                              | SCTV14        |       |

### Web drama
| Năm  | Tên phim                    | Vai diễn  | Đạo diễn         | Kênh  | Nguồn |
| ---- | --------------------------- | --------- | ---------------- | ----- | ----- |
| 2023 | Nữ chủ                      | Ông Trung | Nguyễn Hoàng Anh | VieON |       |
| 2024 | 7 năm chưa cưới sẽ chia tay | Ông Đại   | Nguyễn Hoàng Anh | VieON |       |

## Giải thưởng
| Giải thưởng   | Năm  | Hạng mục                                | Tác phẩm đề cử      | Kết quả | Nguồn |
| ------------- | ---- | --------------------------------------- | ------------------- | ------- | ----- |
| Ngôi Sao Xanh | 2014 | Nam diễn viên truyền hình xuất sắc nhất | Lời nguyền sapphire | Đề cử   |       |
| Ngôi Sao Xanh | 2017 | Nam diễn viên truyền hình xuất sắc nhất | Tổ ấm gió lùa       | Đề cử   |       |
| Ngôi Sao Xanh | 2017 | Nam diễn viên truyền hình xuất sắc nhất | Mật danh rocket     | Đề cử   |       |